# Nehrəxəlil
Nehrəxəlil è un comune dell'Azerbaigian situato nel distretto di Ağdaş. Conta una popolazione di 1 262 abitanti.